# 32P/Comas Solà
32P/Comas Solà este o cometă periodică a cărei perioadă orbitală actuală este de 8,8 ani.
Diametrul nucleului cometei este estimat la 8,4 km.

## Descoperire
32P/Comas Solà a fost descoperită la 5 noiembrie 1926 de astronomul spaniol de limbă catalană Josep Comas i Solà. În cadrul muncii sale asupra asteroizilor, la Observatorul Fabra din Barcelona, el lua clișee fotografice cu un telescop de 6 țoli (152,4 mm). Evoluția orbitală anterioară a cometei a devenit un subiect de interes când mai mulți astronomi au sugerat că această cometă ar putea fi întoarcerea cometei periodice atunci pierdute, „Spitaler” (113P/Spitaler). În 1935,  au fost obținute reconstituiri suplimentare ale orbitei, iar P. Ramensky i-a studiat mișcarea orbitală până în 1941. Potrivit observațiilor sale, cometa trecuse foarte aproape de Jupiter în mai 1912, iar înainte de această apropiere, cometa avea o distanță la periheliu de 2,15 UA și o perioadă orbitală de 9,43 ani. Identitatea cu „Spitaler” a fost respinsă.